# Lunulicardia
Lunulicardia (лат.) — род морских двустворчатых моллюсков из семейства сердцевидок. Ископаемые представители рода известны из плиоцена Индонезии и миоцена РФ.

## Виды
В роде Lunulicardia 3 современных вида:
- Lunulicardia hemicardium Linnaeus, 1758
- Lunulicardia orlini Mienis, 2009
- Lunulicardia retusa (Linnaeus, 1767)